# Sucellos

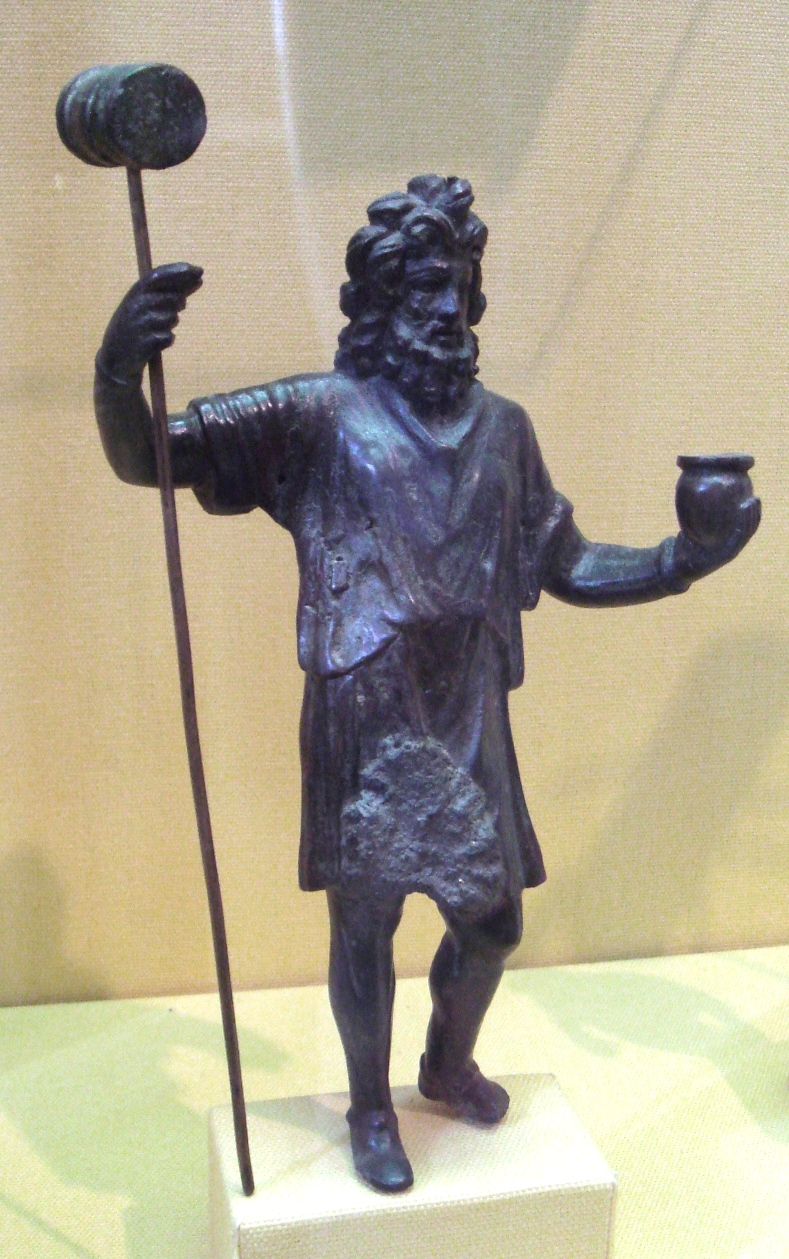
El dios celta Sucellos.

En la mitología celta, Sucellos (también Sucellus) era el dios de la agricultura, los bosques, la medicina tradicional celta y las bebidas alcohólicas de los galos. Pertenece al panteón mitológico de Lusitania. También reverenciado como creador, particularmente entre las tribus de los arvernos y los boyos.
Representado como un hombre barbudo y fuerte de mediana edad, con un martillo de mango largo o un barril de cerveza suspendido en una polea, y a veces acompañado de su esposa, la diosa Nantosuelta. Cuando están juntos, suelen ir acompañados con símbolos asociados con la prosperidad y el mundo doméstico.
El dios representaba la neutralidad; su martillo podía castigar a los hombres con heladas que destruirían sus cosechas o recompensarles con buenas cosechas y un buen clima.
Se han encontrado vestigios de Sucellos en varias inscripciones, sobre todo de la Galia y una única referencia de York (en Inglaterra).

## Etimología

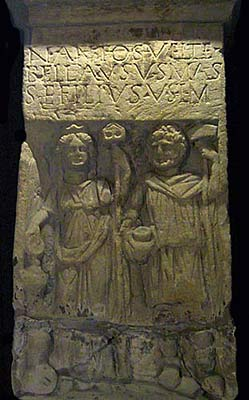
Relieve de Nantosuelta y Sucellus.

En gaélico "cellos" se interpreta como golpeador. Deriva del protoindoeuropeo *-kel-do-s que también es raíz del latín per-cellere ('golpeador'), del griego klao ('romper') y del lituano kálti ('martillear, forjar'). justificando la presencia del gran martillo que golpea a la tierra para hacerla fértil.
 El prefijo su- significa 'bien' o 'bueno' y se encuentra en multitud de nombres personales galos.Sucellos es, por tanto, ampliamente glosado como "el buen golpeador". El nombre es un cognado sistemáticamente correspondiente del irlandés tempranosochell ("bondad, amabilidad") y del irlandés antiguo soichell ('liberalidad, generosidad').

## Esculturas
En el relieve de Sucellos y Nantosuelta que figura en el margen derecho. Un relieve de Sarrebourg, cercano a Metz, Nantosuelta, está vistiendo un largo vestido, y está posicionada a la izquierda de Sucellos. En su mano izquierda sujeta un objeto pequeño con forma de casa con dos orificios circulares y un techo de dos aguas. posiblemente un palomar. En su mano derecha sostiene una pátera inclinada hacia un altar de planta cilíndrica.
En la tercera figura se aprecia a Sucellos de pie, con barba, vestido con una túnica y una capa sobre su hombro derecho. Porta su mazo en su mano derecha y una olla romana en su izquierda. La escultura fue datada por Reinach (1922, pp. 217–232), gracias a la tipografía de las letras incluidas, sobre fines del siglo I - inicios del siglo II.

## Inscripciones

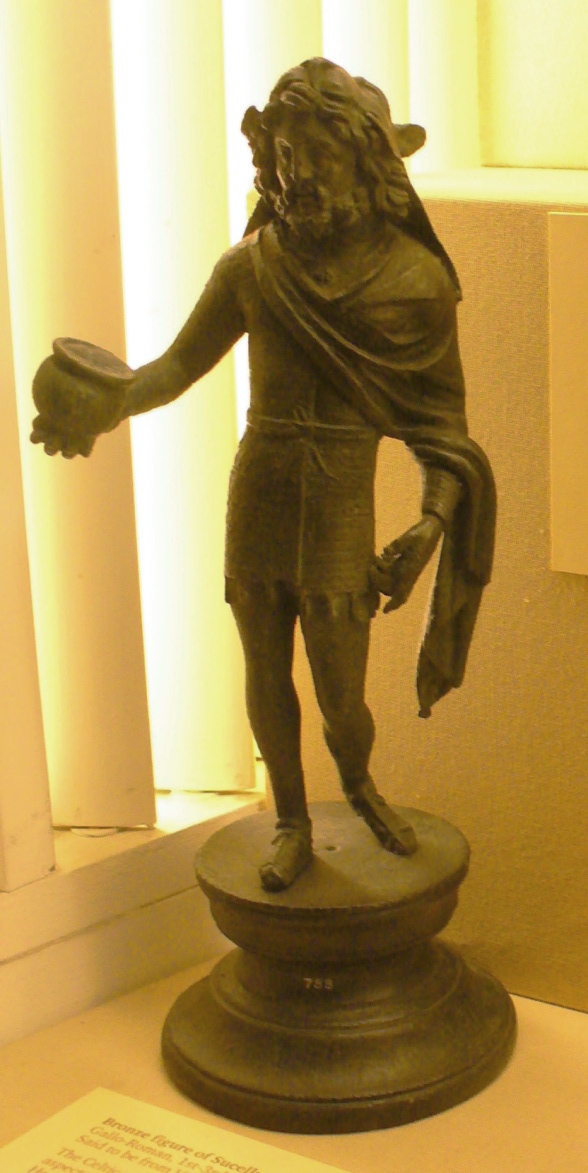
Estatua en bronce de Sucellos (Viena).

Actualmente se conocen al menos once inscripciones a Sucellos (Jufer & Luginbühl p. 63), la mayor parte en la Galia. Solo hay una (RIB II, 3/2422.21) que se acredite que es de York (Inglaterra).
En una inscripción de Augst (antiguamente, Augusta Rauricorum), se asimila a Sucellos con Silvano (AE 1926, 00040):

In honor(em) / 
d(omus) d(ivinae) deo Su/
cello Silv(ano) / 
Spart(us) l(ocus) d(atus) d(ecreto) d(ecurionum)

La asimilación de Sucellos con Silvano también puede verse en el arte procedente de la Galia Narbonense. (Duval 78)